# Guillermo Rodríguez Rivera
Guillermo Rodríguez Rivera (Santiago de Cuba, Cuba; 21 de agosto de 1943-La Habana, Cuba; 16 de mayo de 2017) fue un profesor, novelista, ensayista y poeta cubano. Doctor en Ciencias Filológicas por la Universidad de La Habana.
En 1966 publicó su primer libro de poemas y participó en la fundación de la revista cultural El Caimán Barbudo de la cual fue jefe de redacción.
Desde 1968, fue profesor universitario de Literatura.
Finalista, en 1970, del Premio Casa de las Américas en la modalidad de poesía, escribió junto a Luis Rogelio Nogueras, la novela negra El cuarto círculo (1976).
En el año 2003 aparece su obra Canta, antología personal donde reúne una selección de textos de los poemarios Cambio de impresiones y En carne propia y que obtiene el Premio de la Crítica y, dos años después, Nosotros, los cubanos, que alcanza un rápido éxito y tres ediciones entre 2005 y 2007. La editorial José Martí ha editado traducciones del texto en inglés y francés.
Guillermo Rodríguez Rivera pertenece a la generación de Silvio, Nogueras y Casaus. Doctor en Letras, profesor de Literatura de la Universidad de La Habana, Rodríguez Rivera ha estado en el centro de la historia de la nueva trova cubana gracias a su amistad con Silvio Rodríguez, Pablo Milanés y Noel Nicola, que fundaron esa corriente estética a finales de los años 60, una posición que le permitió un conocimiento casi protagónico del suceso.
Fue autor de uno de los textos más lúcidos sobre la identidad cubana, «Por los caminos de la mar», donde se explaya sobre los misterios de la música popular y de la trova. Artículos, ensayos y notas de disco se suman a su pasión por la música.
Fue redactor de la revista Mella. Secretario de redacción de Cuba, cofundador y jefe de redacción de El Caimán Barbudo y secretario de redacción de RC. Ha colaborado además en Bohemia, Casa de las Américas, Unión, La Gaceta de Cuba y El Mundo.